# Marko Topić
Marko Topić (* 1. Januar 1976 in Oštra Luka, Gemeinde Orašje, SFR Jugoslawien) ist ein ehemaliger bosnischer Fußballspieler.

## Karriere
Er spielte von 2001 bis 2003 für Energie Cottbus in der Fußball-Bundesliga. In den zwei Erstligasaisons kam er auf jeweils 29 Einsätze und erzielte dabei insgesamt 13 Tore für die Lausitzer. Zur Saison 2003/04 wechselte er zum VfL Wolfsburg. Für die Wolfsburger absolvierte er 49 Einsätze und markierte dabei drei Tore. Insgesamt spielte Topić 107 mal in der Bundesliga und erzielte 16 Treffer. 
Zuvor hatte der Stürmer für FK Austria Wien in der österreichischen Bundesliga gespielt.
Ende August 2005 wechselte Topić in die Premjer-Liga, die erste russische Liga, zu Krylja Sowetow Samara. Von 2008 bis 2011 spielte er für Saturn Ramenskoje.
Der Vertrag von Marko Topić lief im Januar 2011 aus und wurde nicht verlängert.